# Peter Paltchik
Peter Paltchik (n. 4 ianuarie 1992, Ialta, Republica Autonomă Crimeea, Ucraina) este un judocan israelian,  medaliat olimpic. A participat la o ediție a Jocurilor Olimpice la Tokyo (2020) în care a câștigat o medalie de bronz. A câștigat medalia de bronz la Campionatul mondial de judo la Doha în 2023  și medalia olimpică de bronz la Paris în 2024, la categoria de greutate sub 100kg. În 2020 a fost campion european. Posedă de asemenea trei medalii la concursul Masters. 

## Biografie
Peter (Petro) Palcik sau Paltchik s-a născut în 1992 la Ialta, în Crimeea, pe atunci în Ucraina.A cântărit la naștere 5,1 kg și a avut mai multe   alte probleme de sănătate. Medicul a recomandat familiei practicarea de activități fizice. Când a avut trei luni tatăl său a murit de cancer pulmonar. El a emigrat în Israel la vârsta de 9 luni împreună cu mama sa și a copilărit în orașul Rishon Letzion. Bunicii din partea mamei li s-au alăturat după un an.. Bunicul său l-a trimis de la vârsta de patru ani să învețe judo la clubul « Samurai Do » sub conducerea lui Pavel Musin. Când a avut șapte ani, mama sa a lucrat în Statele Unite, iar Peter a crescut la bunicii săi în Israel. Mai târziu mama sa a lucrat ca soră medicală la Centrul medical Sheba de la Tel Hashomer. El a învățat la liceul Igal Allon, cu orientarea în comunicații. Apoi a servit ca soldat logistic la o bază aviatică din Tzrifin. .

### Viața privată
Paltchik este căsătorit cu Danielle, născută Olzari, anchetatoare de poliție și au trei copii.